# Savoy opera
Savoy opera var en genre inom den komiska operan som utvecklades i det victorianska England mot slutet av 1800-talet främst av författaren W. S. Gilbert och kompositören Arthur Sullivan. Namnet kommer från Savoy Theatre, som impressarion Richard D'Oyly Carte byggde för att härbärgera verken av Gilbert och Sullivan, och senare verk av andra kompositör-författare-team. Den stora majoriteten av icke-G&S Savoy Operor antingen misslyckades med att skapa sig ett namn inom standardrepertoaren, eller glömdes så småningom bort vilket gjorde att termen "Savoy Opera" praktiskt taget blev synonymt med Gilbert och Sullivan. 
Gilbert, Sullivan, Carte och andra brittiska kompositörer, librettister och producenter liksom  samtida brittisk press och litteratur kallade dessa verk "komiska operor" för att särskilja deras innehåll och stil från den ofta vågade kontinentala operetten vilka de önskade ersätta. Merparten av den publicerade litteraturen om Gilbert and Sullivan har sedan dess refererat till deras verk som "Savoy operor", "comic operas", eller båda. Men Penguin Opera Guides och många andra allmänna musikuppslagsverk klassificerar Gilbert och Sullivans verk som operetter.
Patience (1881) var den första opera som framfördes på Savoy Theatre och är sålunda i strikt mening den första riktiga "Savoy opera", även om termen "Savoy opera" refererar till samtliga tretton verk som Gilbert och Sullivan skrev för Richard D'Oyly Carte.

## Komplett lista
Nedanstående tabell visar alla helaftonsföreställningar som kan anses vara "Savoy operor":
| Titel                           | Librettist(er)                                               | Kompositör(er)                  | Teater           | Premiärdatum      | Sista spel- datum | Föreställningar |
| ------------------------------- | ------------------------------------------------------------ | ------------------------------- | ---------------- | ----------------- | ----------------- | --------------- |
| Thespis                         | W. S. Gilbert                                                | Arthur Sullivan                 | Gaiety           | 26 december 1871  | 8 mars 1872       | 64              |
| Trial by Jury                   | W. S. Gilbert                                                | Arthur Sullivan                 | Royalty          | 25 mars 1875      | 18 december 1875  | 131             |
| The Sorcerer                    | W. S. Gilbert                                                | Arthur Sullivan                 | Opera Comique    | 17 november 1877  | 24 maj 1878       | 178             |
| H.M.S. Pinafore                 | W. S. Gilbert                                                | Arthur Sullivan                 | Opera Comique    | 25 maj 1878       | 20 februari 1880  | 571             |
| The Pirates of Penzance         | W. S. Gilbert                                                | Arthur Sullivan                 | Bijou, Paignton  | 30 december 1879  | 30 december 1879  | 1               |
| The Pirates of Penzance         | W. S. Gilbert                                                | Arthur Sullivan                 | Fifth Avenue, NY | 31 december 1879  | 5 juni 1880       | 100             |
| The Pirates of Penzance         | W. S. Gilbert                                                | Arthur Sullivan                 | Opera Comique    | 3 april 1880      | 2 april 1881      | 363             |
| Patience                        | W. S. Gilbert                                                | Arthur Sullivan                 | Opera Comique    | 23 april 1881     | 8 oktober 1881    | 170             |
| Patience                        | W. S. Gilbert                                                | Arthur Sullivan                 | Savoy            | 10 oktober 1881   | 22 november 1882  | 408             |
| Iolanthe                        | W. S. Gilbert                                                | Arthur Sullivan                 | Savoy            | 25 november 1882  | 1 januari 1884    | 398             |
| Princess Ida                    | W. S. Gilbert                                                | Arthur Sullivan                 | Savoy            | 5 januari 1884    | 9 oktober 1884    | 246             |
| The Mikado                      | W. S. Gilbert                                                | Arthur Sullivan                 | Savoy            | 14 mars 1885      | 19 januari 1887   | 672             |
| Ruddigore                       | W. S. Gilbert                                                | Arthur Sullivan                 | Savoy            | 22 januari 1887   | 5 november 1887   | 288             |
| The Yeomen of the Guard         | W. S. Gilbert                                                | Arthur Sullivan                 | Savoy            | 3 oktober 1888    | 30 november 1889  | 423             |
| The Gondoliers                  | W. S. Gilbert                                                | Arthur Sullivan                 | Savoy            | 7 december 1889   | 20 juni 1891      | 554             |
| The Nautch Girl                 | George Dance & Frank Desprez                                 | Edward Solomon                  | Savoy            | 30 juni 1891      | 16 januari 1892   | 200             |
| The Vicar of Bray               | Sydney Grundy                                                | Edward Solomon                  | Savoy            | 28 januari 1892   | 18 juni 1892      | 143             |
| Haddon Hall                     | Sydney Grundy                                                | Arthur Sullivan                 | Savoy            | 24 september 1892 | 15 april 1893     | 204             |
| Jane Annie                      | J. M. Barrie & Arthur Conan Doyle                            | Ernest Ford                     | Savoy            | 13 maj 1893       | 1 juli 1893       | 50              |
| Utopia Limited                  | W. S. Gilbert                                                | Arthur Sullivan                 | Savoy            | 7 oktober 1893    | 9 juni 1894       | 245             |
| Mirette                         | Harry Greenbank & Fred E. Weatherly (revised by Adrian Ross) | André Messager                  | Savoy            | 3 juli 1893       | 11 augusti 1894   | 41              |
| Mirette                         | Harry Greenbank & Fred E. Weatherly (revised by Adrian Ross) | André Messager                  | Savoy            | 6 oktober 1894    | 6 december 1894   | 61              |
| The Chieftain                   | F. C. Burnand                                                | Arthur Sullivan                 | Savoy            | 12 december 1894  | 16 mars 1895      | 97              |
| The Grand Duke                  | W. S. Gilbert                                                | Arthur Sullivan                 | Savoy            | 7 mars 1896       | 10 juli 1896      | 123             |
| His Majesty                     | F. C. Burnand, R. C. Lehmann, & Adrian Ross                  | Alexander Mackenzie             | Savoy            | 20 februari 1897  | 24 april 1897     | 61              |
| The Grand Duchess of Gerolstein | Charles H. Brookfield & Adrian Ross                          | Jacques Offenbach               | Savoy            | 4 december 1897   | 12 mars 1898      | 104             |
| The Beauty Stone                | A. W. Pinero & J. Comyns Carr                                | Arthur Sullivan                 | Savoy            | 28 maj 1898       | 16 juli 1898      | 50              |
| The Lucky Star                  | Charles H. Brookfield, Adrian Ross, & Aubrey Hopwood         | Ivan Caryll                     | Savoy            | 7 januari 1899    | 31 maj 1899       | 143             |
| The Rose of Persia              | Basil Hood                                                   | Arthur Sullivan                 | Savoy            | 29 november 1899  | 28 juni 1900      | 213             |
| The Emerald Isle                | Basil Hood                                                   | Arthur Sullivan & Edward German | Savoy            | 27 april 1901     | 9 november 1901   | 205             |
| Ib and Little Christina         | Basil Hood                                                   | Franco Leoni                    | Savoy            | 14 november 1901  | 29 november 1901  | 16              |
| The Willow Pattern              | Basil Hood                                                   | Cecil Cook                      | Savoy            | 14 november 1901  | 29 november 1901  | 16              |
| Merrie England                  | Basil Hood                                                   | Edward German                   | Savoy            | 2 april 1902      | 30 juli 1902      | 120             |
| Merrie England                  | Basil Hood                                                   | Edward German                   | Savoy            | 24 november 1902  | 17 januari 1903   | 56              |
| A Princess of Kensington        | Basil Hood                                                   | Edward German                   | Savoy            | 22 januari 1903   | 16 maj 1903       | 115             |
| The Mountaineers                | Guy Eden                                                     | Reginald Somerville             | Savoy            | 29 september 1909 | 27 november 1909  | 61              |
| Fallen Fairies                  | W. S. Gilbert                                                | Edward German                   | Savoy            | 15 december 1909  | 29 januari 1910   | 51              |
| Two Merry Monarchs              | Arthur Anderson, George Levy, & Hartley Carrick              | Orlando Morgan                  | Savoy            | 10 mars 1910      | 23 april 1910     | 43              |